# 1128 dans les croisades
Cette page regroupe les évènements concernant les Croisades qui sont survenus en 1128 : 
- 18 janvier : Zengi devient atabeg d'Alep[1].
- 12 février : Mort de Tughtekin, atabeg de Damas. Son fils Buri lui succède[2],[3].
- Payen le Bouteiller, reçoit la Seigneurie d'Outre-Jourdain[4].
- Josselin de Courtenay prend la forteresse de Kharpout[5].